# Messgeometrie
Messgeometrie bezeichnet die räumliche Anordnung von Messobjekt und Messgerät während der Messung. Sie kann für das Ergebnis der Messung entscheidend sein.
Sie beschreibt bei der Farbmessung z. B. nach ISO 13655 („spektrale Messung und farbmetrische Berechnung für graphische Objekte“) die Art der Strahlenführung von der Lichtquelle bis zur Empfängerfläche, genauer den Lichteinfallswinkel auf die Probe und den Beobachtungswinkel des Betrachters (bzw. Messgerätes). Die Winkel werden senkrecht zur Probe angegeben. Eine Messgeometrie von 45°/0° bedeutet, dass das Licht in einem Winkel von 45° zur Senkrechten der Probe (also auch 45° zur Probe) einfällt und der Betrachter genau senkrecht auf die Probe schaut.
Die Messgeometrie muss stets angegeben werden, da verschiedene Oberflächen unterschiedliche Reflexionseigenschaften aufweisen, insbesondere changierende Gewebe oder glänzende Oberflächen.